# مركز المرأة للإرشاد القانوني والاجتماعي
مركز المرأة للإرشاد القانوني والاجتماعي (اختصارًا WCLAC) هو منظمة فلسطينيّة مستقلة غير ربحية، تهتم في تطوير مجتمع فلسطيني ديمقراطي يقوم على مبادئ المساواة بين الجنسين والعدالة الاجتماعية، وتتمتع المنظمة بمركز استشاري خاص في المجلس الاقتصادي والاجتماعي التابع للأمم المتحدة (ECOSOC). تأسست في القدس عام 1991، وتلعب دورًا بارزًا في معالجة العنف القائم على النوع الاجتماعي في المجتمع الفلسطيني في المجالين العام والخاص.

## تاريخها
تأسست في القدس عام 1991 كمنظمة فلسطينية مستقلة، غير ربحية، وغير حكومية، تسعى للمساهمة في تطوير مجتمع فلسطيني ديمقراطي مبني على أسس المساواة والعدالة الاجتماعية بين النساء والرجال، وذلك من خلال صياغة رؤية نسويّة قائمة على العدل الاجتماعي. فعمِلت لأكثر من ثلاثة عقود في مواجهة العنف والتمييز ضد النساء في المجتمع الفلسطيني، ودعم النضال الوطني لنيل الحرية والاستقلال من الاحتلال الإسرائيلي. إذ يقيد الاحتلال العسكري الطويل للأراضي الفلسطينية من أمن المرأة الفلسطينية واستقلالها ويزيد من معاناتها.

## أهدافها
تهدف المنظمة إلى مواجهة أسباب وتداعيات العنف القائم على النوع الاجتماعي في المجتمع الفلسطيني، وتعمل على مناهضة الإرث الثقافي السلبي والتمييزي من سلوكيات مجتمعية تجاه النساء الفلسطينيات وتهميشهن، كما وتعمل على تلبية احتياجات النساء من ضحايا عنف الاحتلال في الأراضي الفلسطينية المحتلة. وتلتزم المنظمة بتقديم إرشاد قانوني واجتماعي وخدمات الحماية للنساء في بيئة يتفشى فيها انتهاك حقوق الإنسان وإهمال قضايا المرأة.

## رؤيتها
تسعى المنظمة ضمن رؤيتها إلى تمكين النساء ليعيشوا في بيئة عادلة في المجتمع الفلسطيني حيث يتمتعن بجميع حقوقهن. إذ تعمل على الدفاع عن حقوق النساء استنادًا للمعايير والمواثيق الدولية لحقوق الإنسان. إذ تقوم برصد وتوثيق الانتهاكات التي تتعرض لها النساء، وتناصر ضحايا العنف اللواتي تنتهك حقوقهنَّ في مستويات محلية ودولية. وذلك من خلال توفيرها لخدمات اجتماعية وقانونية كعملها على رفع الوعي، وتوفير فرص للتدريب، وإنشاء برامج إصلاحات قانونية لضمان المساواة بين الجنسين، وتطوير قدرات المنظمات المحلية والمجموعات التطوعية، من خلال مختلف البرامج والوحدات الإدارية والمكاتب الإقليمية التي يلتزم موظفوها المتخصصون والمؤهلون برؤية المركز ورسالته.